# Râul Chiperu
Râul Chiperu este un curs de apă, afluent al râului Câlnău. 